# Lasioglossum transpositum
Lasioglossum transpositum är en biart som först beskrevs av Cockerell 1925.  Lasioglossum transpositum ingår i släktet smalbin, och familjen vägbin. Inga underarter finns listade i Catalogue of Life.